# Marlene Neubauer-Woerner
Marlene Neubauer-Woerner (Landshut, 25 agosto 1918 – Monaco di Baviera, 1º gennaio 2010) è stata una scultrice tedesca.

## Vita
La scultrice Marlene Neubauer-Woerner nacque a Landshut, Baviera, nel 1918.
Frequentò la Scuola statale d'arte di ceramica nel 1932 e in quell'occasione il Dr. Albert Rapp, direttore del Museo Landshut, si accorse del suo giovane talento artistico. 
Acquisì il diploma della Scuola di ceramica in giovanissima età.
Nel 1936 studiò con il Prof. Josef Henselmann all'Accademia di Monaco l'arte applicata e nel 1942 quella figurativa con il Prof. Richard Knecht. Nella medesima Accademia fu la prima donna a specializzarsi nello studio della scultura in funzione dell'ambiente architettonico. Nel 1945 inizia a Monaco la sua vita artistica con la creazione delle sue prime opere.
È morta nel 2010 a 91 anni d'età.

## Opere
Nella sua vita Marlene Neubauer-Woerner ha creato tante opere che oggi sono in possesso di privati. Ma soprattutto l'artista ha anche creato tante opere per istituzioni del comune di Monaco ed altre città, per lo Stato bavarese, per la chiesa ed altre istituzioni.
Per la città di Monaco:
- Fontana di Daphne, bronzo (Wahnfriedallee)
- Fontana Ida Schumacher, bronzo, (Viktualienmarkt di Monaco)
- La grande „ragazza sul delfino“, pietra (Monaco, Westbad)
- Coccodrillo, pietra  (Monaco, Michaelibad)
- Pomona, pietra (Monaco)
- Persephone, pietra (Monaco)
- Pescatore, bronzo (Monaco)
- Leoni, pietra, (palazzo „Donisl“, Monaco Marienplatz)

Per lo Stato Bavarese:
- Donna seduta, bronzo (grandezza naturale), accademia politica (Tutzing)
- Fontana del Pescatore, bronzo (Neuburg/Donau)
- San Raffaele, bronzo, (Basilica di Ottobeuren)
- San Lorenzo, bronzo (sul ponte del fiume Lech vicino Epfach)

## Mostre
Dal 1949 al 1989 ha partecipato alla mostra annuale (Große Deutsche Kunstausstellung) della casa del arte (Haus der Kunst) a Monaco di Baviera.
Anche a Parigi, Atene, Roma, Vienna ha esposto le sue opere.
Nel 1988 ebbe una grande mostra individuale nel palazzo reale(Einsaeulensaal der Muenchner Residenz) a Monaco di Baviera e nello stesso anno anche una individuale nel municipio di Landshut.

## Premi
- 1968 Medaglia d´Onore della città di Parigi
- 1970 Medaglia d´Onore della città di Colonia
- 1973 Medaglia d´Onore della città di Atene
- 1978 Premio dell´Arte (Schwabinger Kunstpreis – Monaco di Baviera)
- 1984 Ordine del Merito dello Stato Bavarese
- 1987 Ospite d´Onore di Villa Massimo a Roma